# Ousmane Drame
Ousmane Drame (Conakry, Guinea el 15 de desembre de 1993) és un jugador de bàsquet guineà. Amb 2,06 metres d'alçada, juga en la posició de pivot. La temporada 2015-2016 va formar part de la plantilla del Club Joventut de Badalona de la lliga ACB.